# Alessandria Unione Sportiva 1921-1922
Questa pagina raccoglie le informazioni riguardanti l'Alessandria Unione Sportiva nelle competizioni ufficiali della stagione 1921-1922.

## Divise
| 1ª divisa |

## Organigramma societario
Area direttiva
- Presidente: Giuseppe Brezzi, dal 1 gennaio Camillo Borasio
- Presidente onorario: Giuseppe Brezzi (dal 1 gennaio)
- Vicepresidenti: Camillo Borasio e Luciano Oliva, dal 1 gennaio Gino Garavelli e Augusto Rangone
- Consiglieri: Achille Bucciotti, Giuseppe Cardona, Gino Garavelli, Giovanni Maino e Augusto Rangone, dal 1 gennaio Lorenzo Ballestrero, Pietro Barberis, Achille Bucciotti, Pietro Guerci e Giovanni Maino
- Sindaci: Teresio Baratta, Stefano Bauzone e Maggiore Piacentini

Area organizzativa
- Segretario: Ernesto Bobbio
- Cassiere: Umberto Vitale

Area tecnica
- Responsabile: Amilcare Savojardo
- Allenatore: Percy Humphreys

Area sanitaria
- Massaggiatore: Domenico Assandro

## Rosa
| N. |                   | Ruolo | Calciatore         |
| -- | ----------------- | ----- | ------------------ |
|    | Italia (bandiera) | P     | Giuseppe Cagnina   |
|    | Italia (bandiera) | P     | Giovanni Caviglia  |
|    | Italia (bandiera) | D     | Armando Lauro      |
|    | Italia (bandiera) | D     | Arturo Lazoli (II) |
|    | Italia (bandiera) | D     | Andrea Viviano     |
|    | Italia (bandiera) | C     | Carlo Bosio        |
|    | Italia (bandiera) | C     | Bringiotti         |
|    | Italia (bandiera) | C     | Carlo Carcano      |
|    | Italia (bandiera) | C     | Mario Chiodi       |

| N. |                   | Ruolo | Calciatore            |
| -- | ----------------- | ----- | --------------------- |
|    | Italia (bandiera) | C     | Giuseppe Gandini      |
|    | Italia (bandiera) | C     | Nicola Papa (II)      |
|    | Italia (bandiera) | A     | Carlo Ansermino       |
|    | Italia (bandiera) | A     | Adolfo Baloncieri     |
|    | Italia (bandiera) | A     | Elvio Banchero (I)    |
|    | Italia (bandiera) | A     | Giovanni Carlo Baucia |
|    | Italia (bandiera) | A     | Primo Bay (I)         |
|    | Italia (bandiera) | A     | Guglielmo Brezzi      |
|    | Italia (bandiera) | A     | Mario Capra (I)       |

## Risultati

### Prima Divisione CCI

#### Lega Nord - Girone B

##### Girone di andata
| Casale Monferrato 2 ottobre 1921 1ª giornata | Casale         | 0 – 0 referto | Alessandria | Stadio Natale Palli\| Arbitro: \| Mauro (Milano) \| |
| Arbitro:                                     | Mauro (Milano) |               |             |                                                     |

| Arbitro: | Scamoni (Torino) |

|            |           |  |
| Brezzi 82’ | Marcatori |  |

| Arbitro: | Sarto (Bologna) |

|                           |           |                                |
| Vecchina 11’ Bighin I 49’ | Marcatori | 25’ Brezzi 83’ (aut.) Borgatto |

| Arbitro: | Scamoni (Torino) |

|                             |           |  |
| Gandini 39’, 55’ Brezzi 40’ | Marcatori |  |

| Arbitro: | Vagge (Genova) |

|                                                 |           |  |
| Baloncieri 35’, 42’ Brezzi 46’, 67’ Gandini 54’ | Marcatori |  |

| Arbitro: | Venegoni (Legnano) |

|                                       |           |                |
| Brezzi 19’ Baloncieri 35’ Gandini 68’ | Marcatori | 90’ Busini III |

| Arbitro: | Armano (Torino) |

|                                           |           |               |
| Gandini 47’ Brezzi 71’ Carcano 74’ (rig.) | Marcatori | 30’ Allemandi |

| Arbitro: | Mauro (Milano) |

|                |           |                                |
| Catto 55’, 75’ | Marcatori | 69’ (rig.) Carcano 85’ Gandini |

| Arbitro: | Dani (Genova) |

|                                |           |  |
| Baloncieri 30’, 65’ Brezzi 88’ | Marcatori |  |

| Arbitro: | Canestrini (Novara) |

|              |           |                |
| Mosso IV 22’ | Marcatori | 17’ Baloncieri |

| Arbitro: | Malvano (Torino) |

|  |           |                |
|  | Marcatori | 49’ Baloncieri |

##### Girone di ritorno
| Arbitro: | Vagge (Genova) |

|             |           |           |
| Carcano 75’ | Marcatori | 9’ Mattea |

| Modena 22 gennaio 1922, ore 14:45 CET 13ª giornata | Modena           | 2 – 0 forfait referto | Alessandria | Campo di viale Fontanelli\| Arbitro: \| Tessari (Verona) \| |
| Arbitro:                                           | Tessari (Verona) |                       |             |                                                             |

| Arbitro: | Majani (Torino) |

|                                   |           |                       |
| Tornabuoni 40’ Guarnucci 42’, 72’ | Marcatori | 15’ Brezzi Baloncieri |

| Legnano 5 marzo 1922 15ª giornata | Legnano             | 0 – 0 referto | Alessandria | Stadio di via Carlo Pisacane\| Arbitro: \| Sanguineti (Genova) \| |
| Arbitro:                          | Sanguineti (Genova) |               |             |                                                                   |

| Arbitro: | A.Gama (Milano) |

|           |           |                      |
| Bay I 44’ | Marcatori | 74’ (rig.) De Vecchi |

| Arbitro: | Crivelli (Milano) |

|            |           |            |
| Cuttin 42’ | Marcatori | 26’ Brezzi |

| Arbitro: | Dani (Genova) |

|                          |           |  |
| Banchero I 30’ Bosio 64’ | Marcatori |  |

| Arbitro: | Piazza (Milano) |

|                                          |           |                            |
| Baloncieri 29’, 44’, 70’, 85’ Brezzi 57’ | Marcatori | 25’ Bighin II 32’ Bighin I |

| Arbitro: | Sarto (Bologna) |

|                 |           |                        |
| Crotti 51’, 53’ | Marcatori | 32’ Brezzi 88’ Carcano |

| Arbitro: | Sanguineti (Genova) |

|                     |           |                       |
| Bay 63’ Carcano 90’ | Marcatori | 30’ Rizzi 75’ Ferrero |

| Arbitro: | Scamoni (Torino) |

|                                    |           |                |
| Conti 24’ (rig.), 32’ Monti II 83’ | Marcatori | 62’ Baloncieri |

## Statistiche

### Statistiche di squadra
| Competizione    | Punti | In casa | In casa | In casa | In casa | In casa | In casa | In trasferta | In trasferta | In trasferta | In trasferta | In trasferta | In trasferta | Totale | Totale | Totale | Totale | Totale | Totale | DR  |
| Competizione    | Punti | G       | V       | N       | P       | Gf      | Gs      | G            | V            | N            | P            | Gf           | Gs           | G      | V      | N      | P      | Gf     | Gs     | DR  |
| --------------- | ----- | ------- | ------- | ------- | ------- | ------- | ------- | ------------ | ------------ | ------------ | ------------ | ------------ | ------------ | ------ | ------ | ------ | ------ | ------ | ------ | --- |
| Prima Divisione | 28    | 11      | 8       | 3       | 0       | 29      | 8       | 11           | 1            | 7            | 3            | 12           | 16           | 22     | 9      | 10     | 3      | 41     | 24     | +17 |

### Statistiche dei giocatori
| Giocatore       | Prima Divisione CCI | Prima Divisione CCI |
| Giocatore       | Presenze            | Reti                |
| --------------- | ------------------- | ------------------- |
| C. Ansermino    | 5                   | 0                   |
| A. Baloncieri   | 21                  | 13                  |
| E. Banchero (I) | 7                   | 1                   |
| Baucia          | 14                  | 0                   |
| P. Bay (I)      | 22                  | 2                   |
| C. Bosio        | 19                  | 1                   |
| G. Brezzi       | 22                  | 11                  |
| ?. Bringiotti   | 1                   | 0                   |
| G. Cagnina      | 1                   | 0                   |
| G. Capra (II)   | 7                   | 0                   |
| C. Carcano      | 16                  | 5                   |
| G. Caviglia     | 21                  | -22                 |
| M. Chiodi       | 1                   | 0                   |
| G. Gandini      | 21                  | 6                   |
| A. Lauro        | 21                  | 0                   |
| A. Lazoli (II)  | 16                  | 0                   |
| N. Papa (II)    | 21                  | 0                   |
| A. Viviano      | 6                   | 0                   |